# Макинс, Роджер
Роджер Макинс (англ. Roger Mellor Makins; 3 февраля 1904, Лондон — 9 ноября 1996) — дипломат Великобритании.
Член Лондонского королевского общества (1986; по статуту 12).

## Биография
Его отец имел звание бригадира и был членом парламента от консерваторов.
Учился в колледжах Винчестер и Крайст-Чёрч, в последнем он в 1925 году являлся первым отличником по истории.
С 1928 года на дипломатической службе.
В 1945—1947 годах в ранге Чрезвычайного Посланника и Полномочного Министра работал в посольстве Великобритании в Вашингтоне, курировал сотрудничества Англии и США в области атомной энергетики и после по вопросам экономики.
В 1947—1948 годах — помощник, в 1948—1952 годах — представитель заместителя министра иностранных дел.
В 1953—1956 годах — посол Великобритании в США.
В 1956—1959 годах — постоянный заместитель главы британского казначейства.
В 1960—1964 года — председатель Управления Великобритании по атомной энергии (UK Atomic Energy Authority).
С 1964 года на пенсии.
В 1964 году был возведён в пэрство с титулом барон Шерфилд.
В 1969—1992 годах — канцлер Редингского университета.
С 1934 года был женат на Эли Дэвис (ум. 1985), дочери Дуайта Ф. Дэвиса, основателя кубка Дэвиса.
Рыцарь Большого Креста ордена Бани (1960, рыцарь-командор 1953).
Рыцарь Великого Креста ордена Святого Михаила и Святого Георгия (1955, рыцарь-командор 1949, кавалер 1944).